# Yves Marie Delage

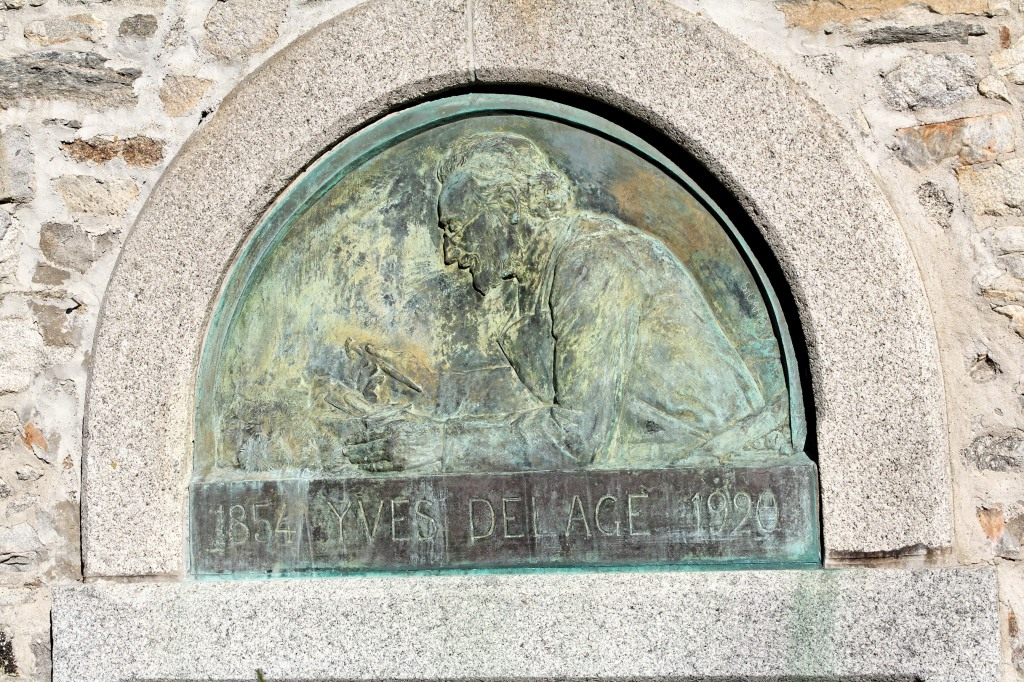
Darstellung Yves Marie Delages auf dem Gelände der Station biologique de Roscoff

Yves Marie Delage (* 13. Mai 1854 in Avignon; † 7. Oktober 1920 in Sceaux) war ein französischer Zoologe, Physiologe und experimenteller Embryologe.

## Leben
Yves Marie Delage war das jüngste von fünf Geschwistern aus einer Beamtenfamilie. Er studierte in Châtellerault, wo er sein baccalauréat de sciences 1871 absolvierte. Seine Studien setzte er in Poitiers und Paris fort. Im Jahre 1875 heiratete er Louise Lebrun, Tochter eines pensionierten Kapitäns; er hatte mit ihr drei Kinder. Sein Lizentiat erhielt er 1878 in den Naturwissenschaften, wurde dann 1880 in der Medizin über das Thema „De l’origine des éléments figurés du sang chez les vertébrés. Historique de la question jusqu’en 1880“ promoviert. Eine Promotion in den Naturwissenschaften folgte 1881.
Er arbeitete 1878 im Labor für Zoologie zur Vorbereitung auf die École pratique des hautes études. Er ging zunächst als Assistent an die Station biologique de Roscoff (Labor für experimentelle Zoologie) und anschließend im Jahre 1881 als Dozent an die Fakultät von Paris. 1883 wurde Delage Dozent an der Naturwissenschaftlichen Fakultät der Universität Caen und leitete die zoologische Station von Luc-sur-Mer. Er kehrte 1885 nach Paris zurück und wurde Dozent an der Fakultät für Naturwissenschaften und im folgenden Jahr 1886 Professor für Zoologie, Anatomie und Physiologie an der Sorbonne. Ab 1889 leitete er die Forschung des Labors für experimentelle Zoologie in Roscoff und war dort von 1901 bis zu seinem Tode 1920 Direktor.
Er beschreibt 1884 den recht komplexen Entwicklungszyklus des Rankenfußkrebses Sacculina carcini, Thompson, 1836. 1889 machte er wichtige Entdeckungen über die Embryologie und Klassifizierung von Schwämmen  und Seeigel.
Delage zeigte 1886 in einem Experiment in Roscoff, dass es sich bei den fälschlich als eigene Art betrachteten Leptocephalus morisii tatsächlich um Larven des Meeraals (Conger conger, Linnaeus, 1758) handelte. Er gilt ferner als ein Protagonist der modernen Kerntransfer-Experimente.
1902 war Delage an der Académie des Sciences in Paris in eine Debatte über das Turiner Grabtuch involviert.
1895 gründete und leitete Delage die Zeitschrift L’Année biologique, wurde 1901 Mitglied der Académie des sciences, 1908 der Académie royale des Sciences, des Lettres et des Beaux-Arts de Belgique und erhielt 1916 die Darwin-Medaille. Im Jahre 1900 wurde er Vorsitzender der Zoologischen Gesellschaft Frankreichs und war Mitglied verschiedener wissenschaftlicher Gesellschaften. Er war Offizier der Ehrenlegion und erhielt die Ehrendoktorwürde der Universität Krakau, der University of Aberdeen und der Universität Genf. Kurz vor seinem Tod am 21. Juni 1920 wurde er zum Ehrenmitglied (Honorary Fellow) der Royal Society of Edinburgh gewählt.

## Werke
- L’Appareil circulatoire des crustacés édriophalmes. 1881.
- Contribution à l'étude de l’appareil circulatoire des crustacés édriophthalmes marins. 1881.
- Évolution de la sacculine. 1884.
- Sur le système nerveux et sur quelques autres points de l’organisation du Peltogaster. 1886.
- Embryogénie des éponges. 1892.
- Faune de Cynthiadées de Roscoff et des côtes de Bretagne. 1893.
- L’Hérédité et les grands problèmes de la biologie générale. 1895.
- Traité de zoologie concrète. 6 Bände, 1896–1903.
- La Nature des images hypnagogiques et le rôle des lueurs entoptiques dans le rêve. 1903.
- Les Théories de l’évolution. 1909.
- Comment pensent les bêtes. 1911.
- La Parthénogénèse naturelle et expérimentale. 1913.
- Le Mendélisme et le mécanisme cytologique de l’hérédité. 1919.
- Le Rêve. 1920.
- La Structure du Protoplasma, les théories de l’Hérédité et les grands problèmes de la Biologie générale. Schleicher, Paris 1895.
- Etudes sur la mérogonie. Arch. Zool. exp. gén. 7: 383–417. 1899.
- mit M. Goldsmidt: La parthénogenèse naturelle et expérimentale. 1913.